# 飯村南
飯村南（いむれみなみ）は、愛知県豊橋市の地名。

## 地理

### 学区
- 公立高等学校 - 三河学区
- 公立中学校 - 豊橋市立東部中学校[WEB 5]
- 公立小学校 - 豊橋市立飯村小学校[WEB 5]

## 歴史

### 人口の変遷
国勢調査による人口および世帯数の推移。
| 1995年（平成7年）  | 791世帯 2669人  |  |
| 2000年（平成12年） | 1049世帯 3284人 |  |
| 2005年（平成17年） | 1109世帯 3261人 |  |
| 2010年（平成22年） | 1235世帯 3550人 |  |
| 2015年（平成27年） | 1228世帯 3420人 |  |
| 2020年（令和2年）  | 1416世帯 3636人 |  |

## 交通
- 愛知県道31号

## 施設
- 二軒茶屋公園
- 清晨寺
- 蒲郡信用金庫
- 飯村公園
- 豊橋市立飯村小学校
- 飯村区画整理記念館
- 中島公園
- 南池上公園

### WEB
1. ↑  “愛知県豊橋市の町丁・字一覧”.   人口統計ラボ. 2023年4月13日閲覧。
2. 1 2  総務省統計局 (2022年2月10日). “令和2年国勢調査の調査結果(e-Stat) - 男女別人口，外国人人口及び世帯数－町丁・字等” (CSV). 2023年8月2日閲覧。
3. ↑  “愛知県豊橋市の郵便番号一覧”.   日本郵便. 2023年4月13日閲覧。
4. ↑  “市外局番の一覧” (PDF).   総務省 (2022年3月1日). 2022年3月22日閲覧。
5. 1 2  豊橋市教育委員会学校教育課学事グループ (2021年3月1日). “豊橋市小・中学校通学区域早見表” (PDF).   豊橋市. 2024年11月15日閲覧。
6. ↑  総務省統計局 (2014年3月28日). “平成7年国勢調査の調査結果(e-Stat) - 男女別人口及び世帯数 －町丁・字等” (CSV). 2021年7月20日閲覧。
7. ↑  総務省統計局 (2014年5月30日). “平成12年国勢調査の調査結果(e-Stat) - 男女別人口及び世帯数 －町丁・字等” (CSV). 2021年7月20日閲覧。
8. ↑  総務省統計局 (2014年6月27日). “平成17年国勢調査の調査結果(e-Stat) - 男女別人口及び世帯数 －町丁・字等” (CSV). 2021年7月21日閲覧。
9. ↑  総務省統計局 (2012年1月20日). “平成22年国勢調査の調査結果(e-Stat) - 男女別人口及び世帯数 －町丁・字等” (CSV). 2021年7月21日閲覧。
10. ↑  総務省統計局 (2017年1月27日). “平成27年国勢調査の調査結果(e-Stat) - 男女別人口及び世帯数 －町丁・字等” (CSV). 2021年7月21日閲覧。